# Rhytidodus impalpabilis
Rhytidodus impalpabilis är en insektsart som beskrevs av Korolevskaya 1964. Rhytidodus impalpabilis ingår i släktet Rhytidodus och familjen dvärgstritar. Inga underarter finns listade i Catalogue of Life.